# Cystorchis gracilis
Cystorchis gracilis là một loài thực vật có hoa trong họ Lan. Loài này được (Hook.f.) Holttum mô tả khoa học đầu tiên năm 1947.